# Морс

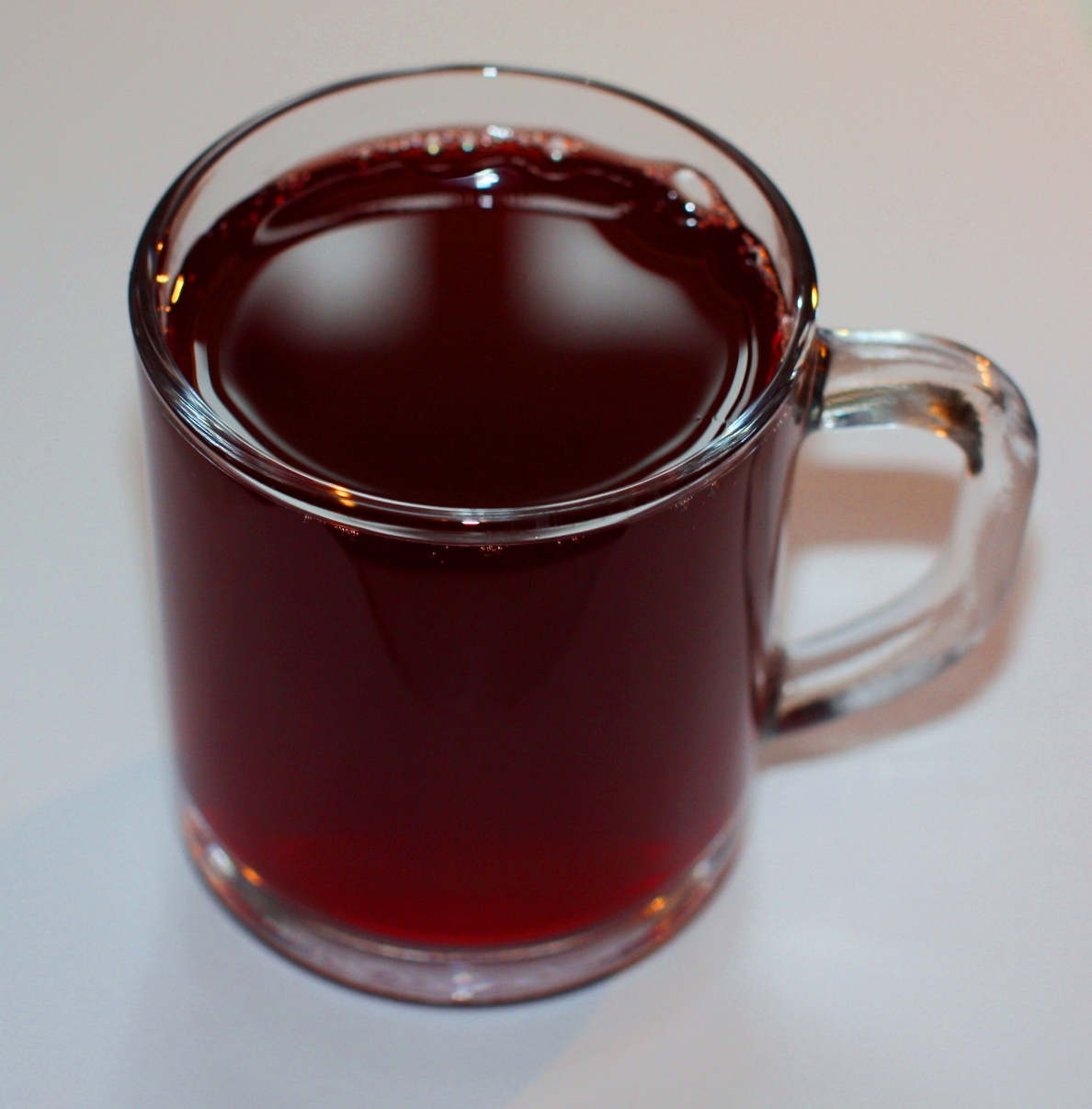
Морс

Морс — традиционный негазированный прохладительный напиток; ягодный сок, разбавленный водой и подслащённый. Известен со времени составления «Домостроя».

## Этимология
В русском языке слово зафиксировано с XVI века. В «Домострое» встречается «малиновый морс». Происхождение затемнено. «Допустимо считать праформой этого слова, например, немецкое название клюквы Moosbeere, которое при заимствовании могло быть сокращено (в *моср > морс) и использовано как название напитка из клюквенного сока».

## Приготовление
Морсы приготавливают из различных сортов ягод и фруктов, в основном из брусники, малины, вишни и клюквы.  В холодных подвалах сосуды с такой водой хранились месяцами. По некоторым рецептам морс варят, затем остужают.

## Традиционные рецепты
Самым известным морсом была брусничная вода, упоминаемая даже в пушкинском романе «Евгений Онегин». Её получали, заливая свежесобранные ягоды кипящей ключевой водой с последующим отстаиванием в течение суток. Это напиток розоватого цвета и кисло-острого вкуса.

## Современное производство
Современные коммерческие марки морса производят из сброженных и осветлённых соков купажированием с сахарным сиропом и питьевой водой. Вместо соков иногда используются плодово-ягодные экстракты с добавлением ароматических эссенций, органических пищевых кислот, сахара, красителей и питьевой воды.

## Применение
Морс применяется для изготовления алкогольных коктейлей. Содержание алкоголя в морсе — не менее 1 %, содержание сухих веществ — 3,5—4,4 %.